# Луйка
Луйка — река в России, протекает в Ивановской и Владимирской областях. Устье реки находится в 23 км по левому берегу реки Уводь. Длина реки составляет 25 км.
Река берёт начало на западных окраинах посёлка Савино. Течёт на юг, на берегах многочисленные небольшие деревни. Впадает в Уводь двумя рукавами севернее деревни Малышево.

## Данные водного реестра
По данным государственного водного реестра России относится к Окскому бассейновому округу, водохозяйственный участок реки — Уводь от истока и до устья, речной подбассейн реки — Бассейны притоков Оки от Мокши до впадения в Волгу. Речной бассейн реки — Ока.
Код объекта в государственном водном реестре — 09010301012110000033212.